# The Squeaky Wheel
The Squeaky Wheel (apelido dado por ouvintes de rádio) é uma estação de rádio de ondas curtas que transmite um som distinto. Por volta de 2000 até 2008, o tom de atenção da estação era um sinal de dois tons agudos que lembrava vagamente uma roda rangendo. A partir de 2008, o marcador de canal mudou para dois tons diferentes em uma curta sequência repetida com um pequeno intervalo de silêncio. As frequências eram 5473 kHz (dia) e 3828 kHz (noite). Várias vezes foram relatadas mensagens de voz no formato de Mensagens Flash Estratégicas. O local exato do transmissor é desconhecido, mas acredita-se que seja perto de Rostóvia do Dom, na Rússia. A força do sinal não é muito boa na Europa Central e às vezes o sinal até desaparece por dias no ruído.
Outras frequências observadas são 3650 kHz, 3815 kHz, 5474 kHz e 5641 kHz.
A designação Enigma é S32 com S indicando língua eslava. No entanto, de 2000 a 2005, foi designado XSW quando a voz na estação era desconhecida.